# Le Torquesne
Le Torquesne – miejscowość i gmina we Francji, w regionie Normandia, w departamencie Calvados.
Według danych na rok 1990 gminę zamieszkiwało 245 osób, a gęstość zaludnienia wynosiła 47 osób/km² (wśród 1815 gmin Dolnej Normandii Le Torquesne plasuje się na 646. miejscu pod względem liczby ludności, natomiast pod względem powierzchni na miejscu 868.).